# Pierre-Paul Prud'hon
Pierre-Paul Prud'hon (4. dubna 1758 Cluny – 16. února 1823 Paříž) byl francouzský romantický malíř a kreslíř, známý svými alegorickými malbami a portréty, jako je Louise Anthonyová a její dva synové (1796). Vytvořil také portréty obou Napoleonových manželek. Svým uměním ovlivnil Théodora Géricaulta.

## Život
Pierre-Paul Prud'hon získal umělecké vzdělání ve Francii a ve dvaceti šesti letech odjel do Itálie, aby pokračoval ve svém vzdělávání. Po návratu do Paříže našel práci při výzdobě soukromých sídel a vybudoval si dobrou reputaci i u Napoleonova dvora.
Jeho obraz císařovny Josephiny ji neukazuje jako vladařku, ale jako půvabnou a atraktivní ženu, což některé vedlo k domněnce, že malíř do ní mohl být zamilovaný. Po rozvodu Napoleona a Josephiny dostal Prud'hon zakázku i od Napoleonovy druhé manželky Marie Luisy.
Prud'hon osciloval mezi neoklasicismem a romantismem. Byl ceněn dalšími umělci a spisovateli, jako byli Stendhal, Delacroix, Millet a Baudelaire, a to především pro svůj šerosvit a přesvědčivý realismus. Jeho pravděpodobně nejznámější dílo je Ukřižování (1822), které namaloval pro katedrálu sv. Etienna v Metách. Ukřižování dnes visí v Louvru.
Mladý Théodore Géricault kopíroval Prud'honovy „bouřlivě tragické obrazy“ včetně mistrovského díla Spravedlnost a boží odplata pronásledují zločin, jehož tísnivá temnota a kompoziční základna nahé v popředí ležící mrtvoly očividně předjímají Géricaultův Vor Medúzy.

## Galerie

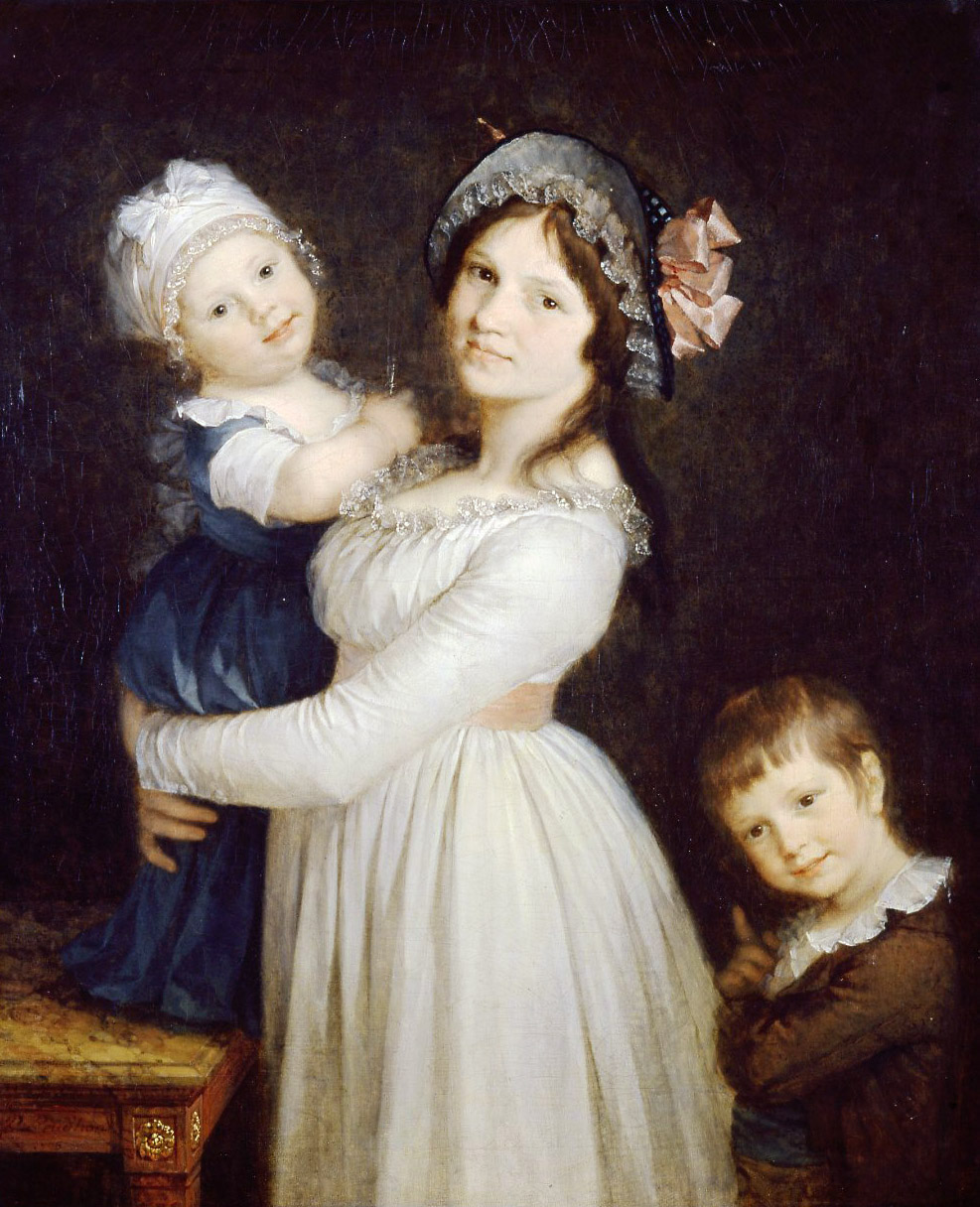
Louise Anthonyová a její dva synové, 1796, Musée des Beaux-Arts de Lyon
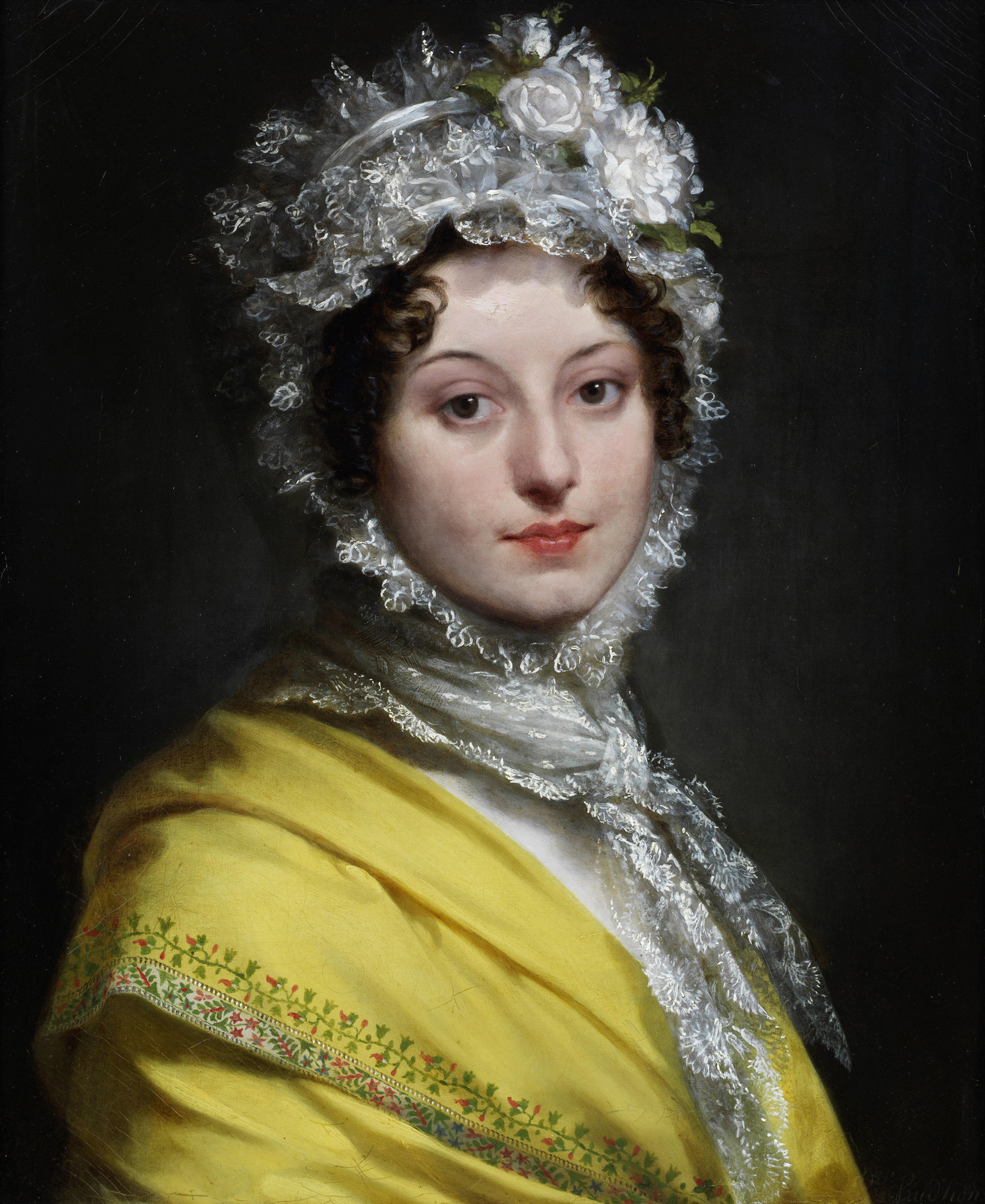
Louise Antoinette Lannesová, vévodkyně z Montebella
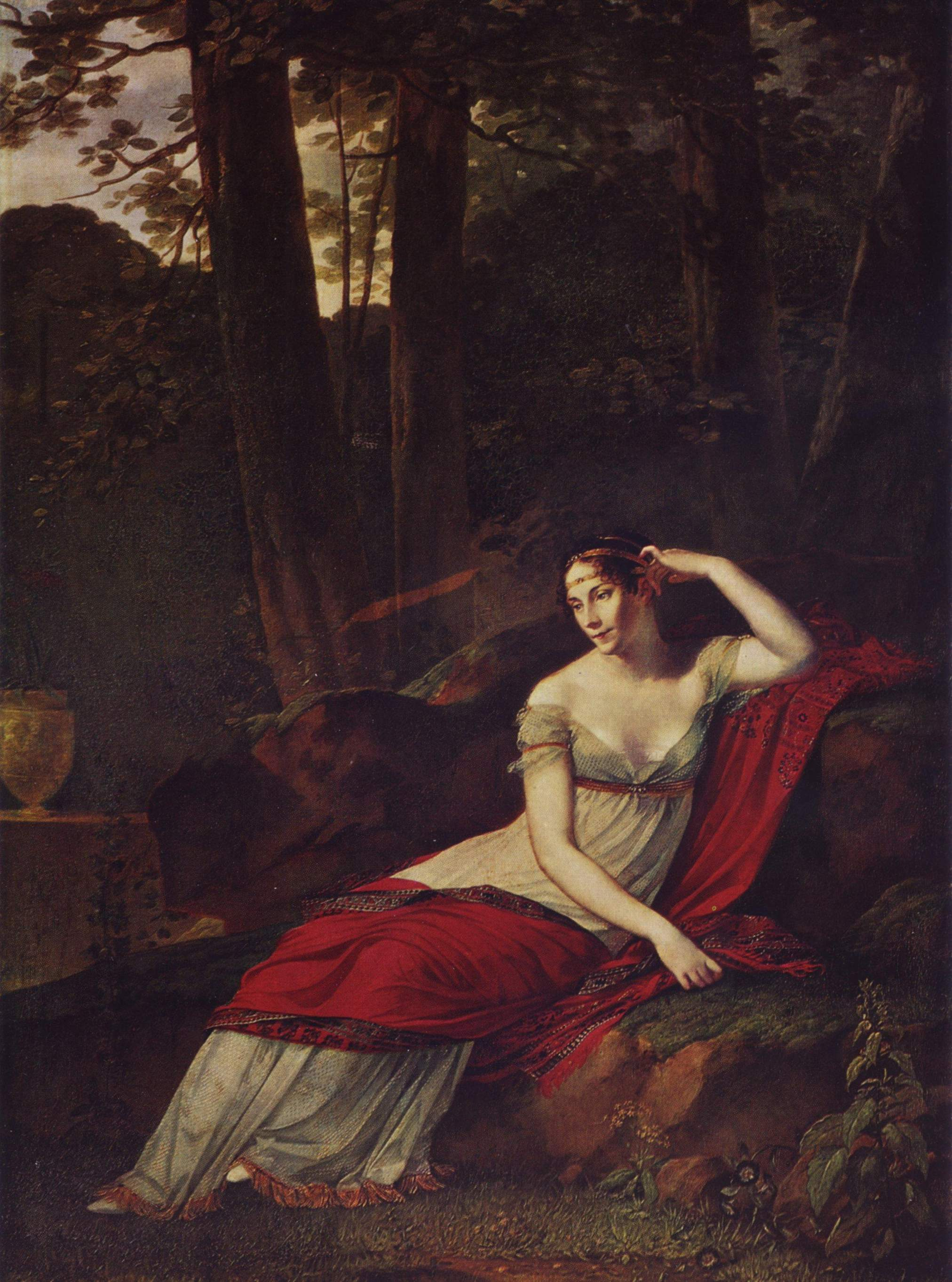
Portrét císařovny Josephiny, 1805, Louvre
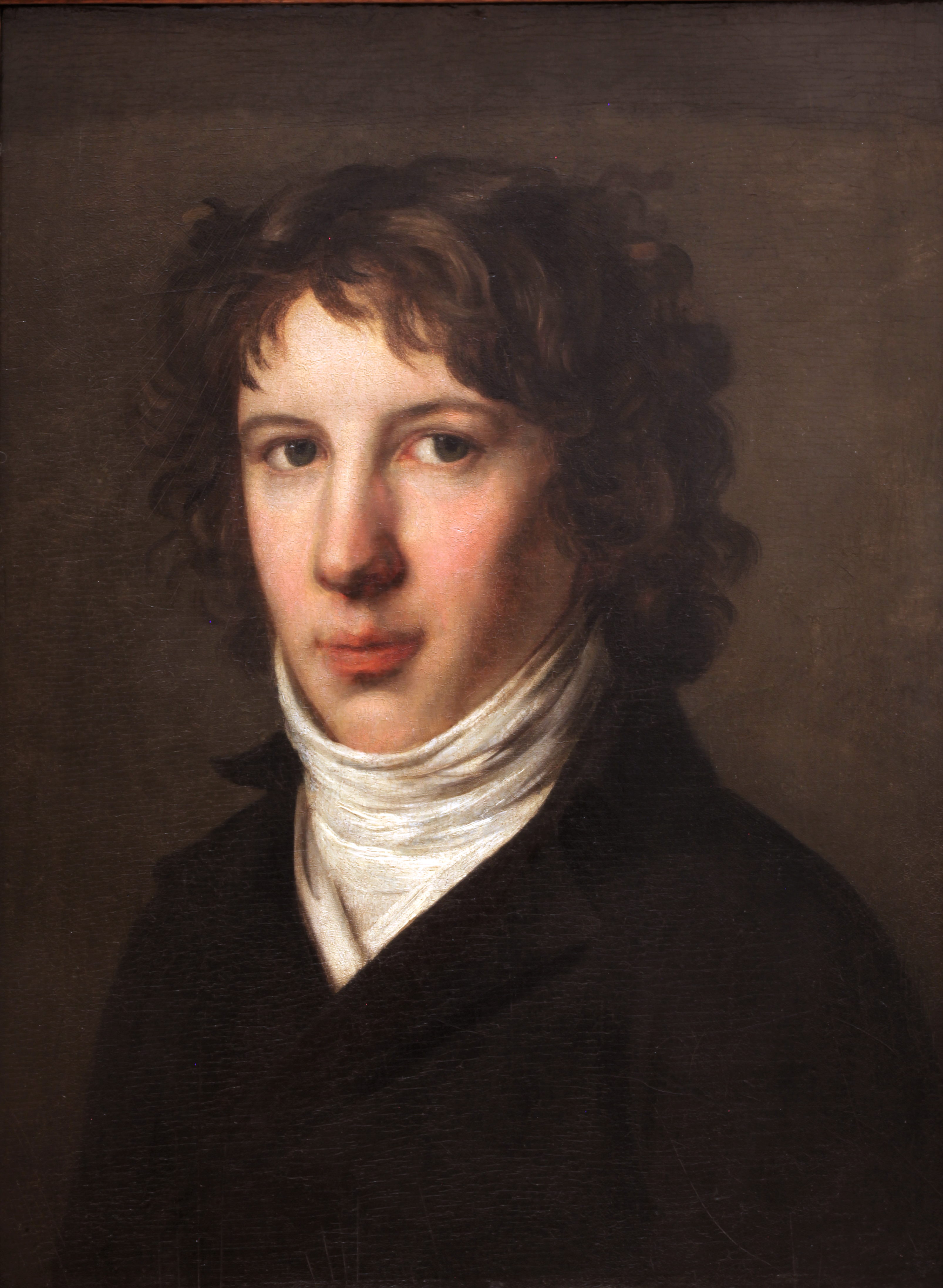
Portrét Louise Saint-Justa, 1793
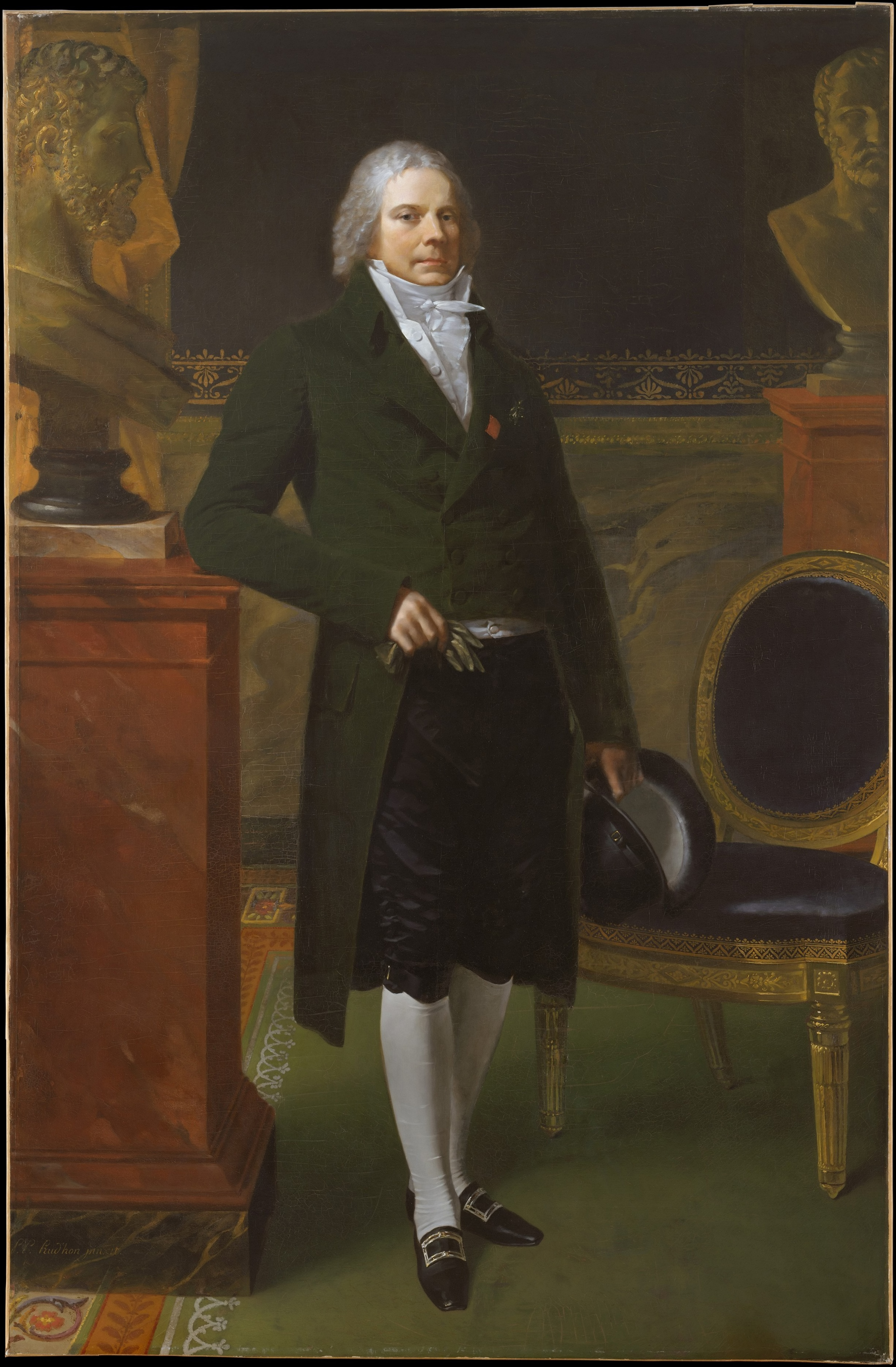
Portrét Talleyranda, 1817
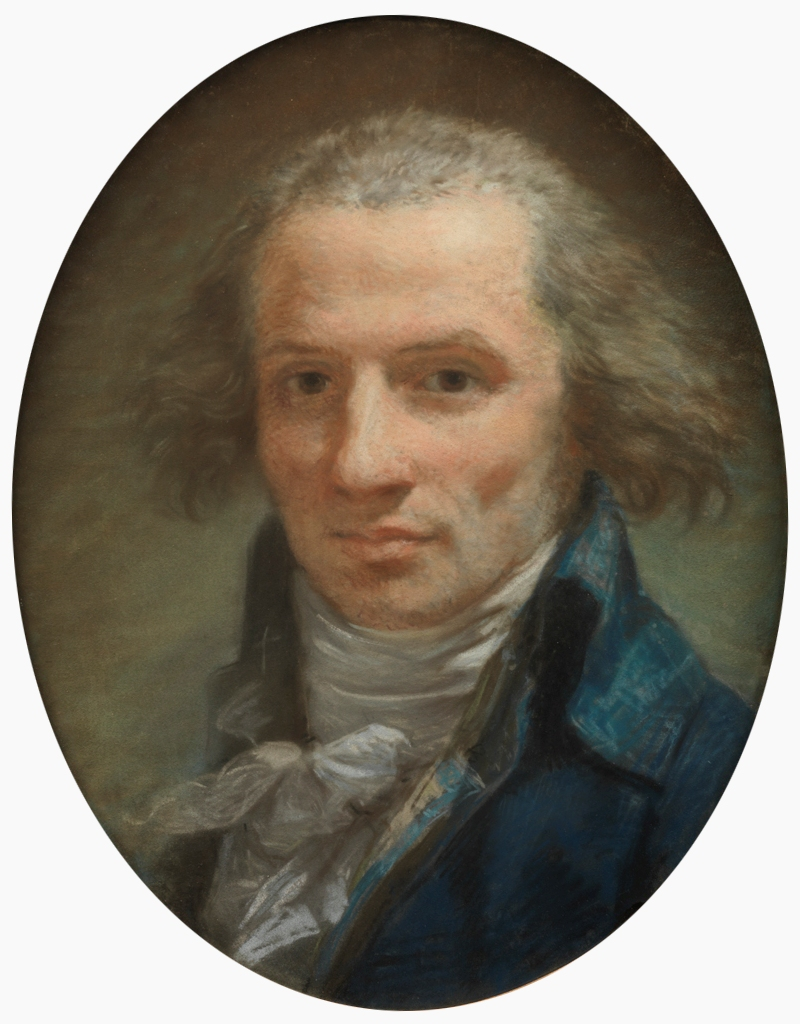
Nicolas Perchet, 1795, Princeton University Art Museum
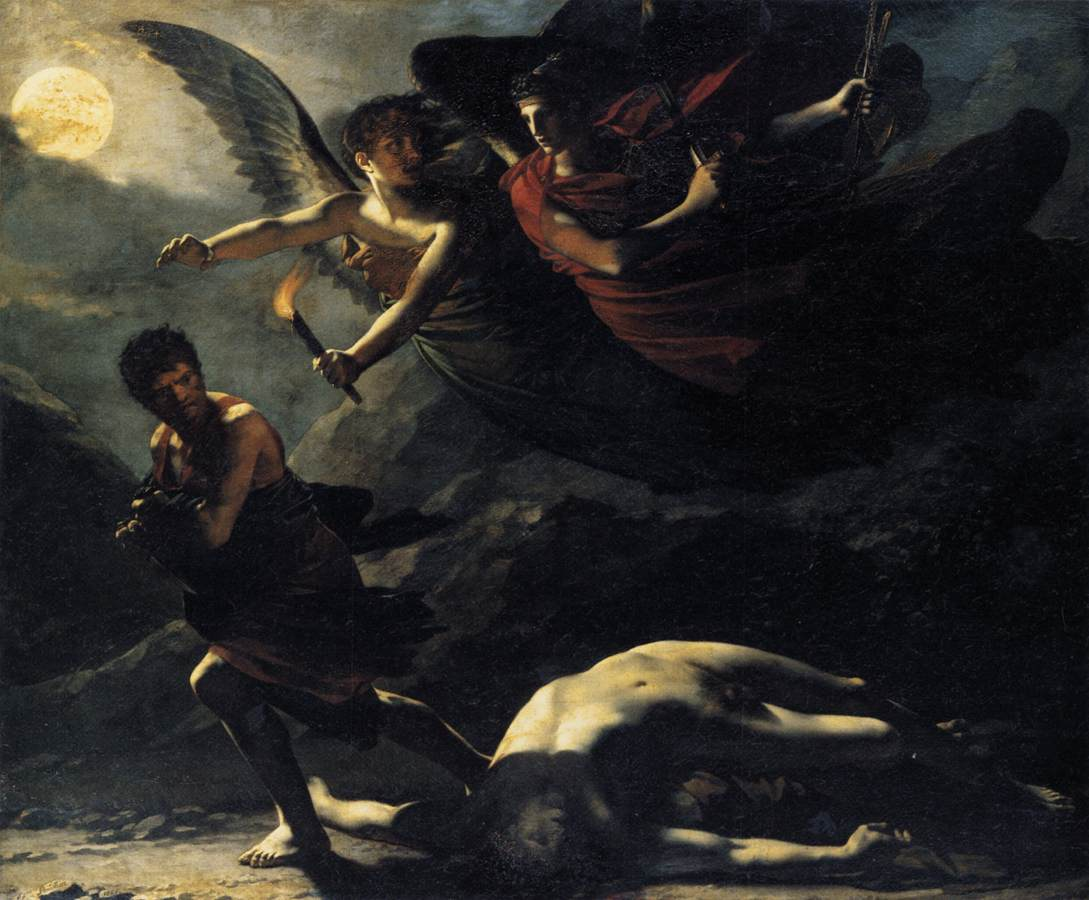
Spravedlnost a boží odplata pronásledují zločin (1808)
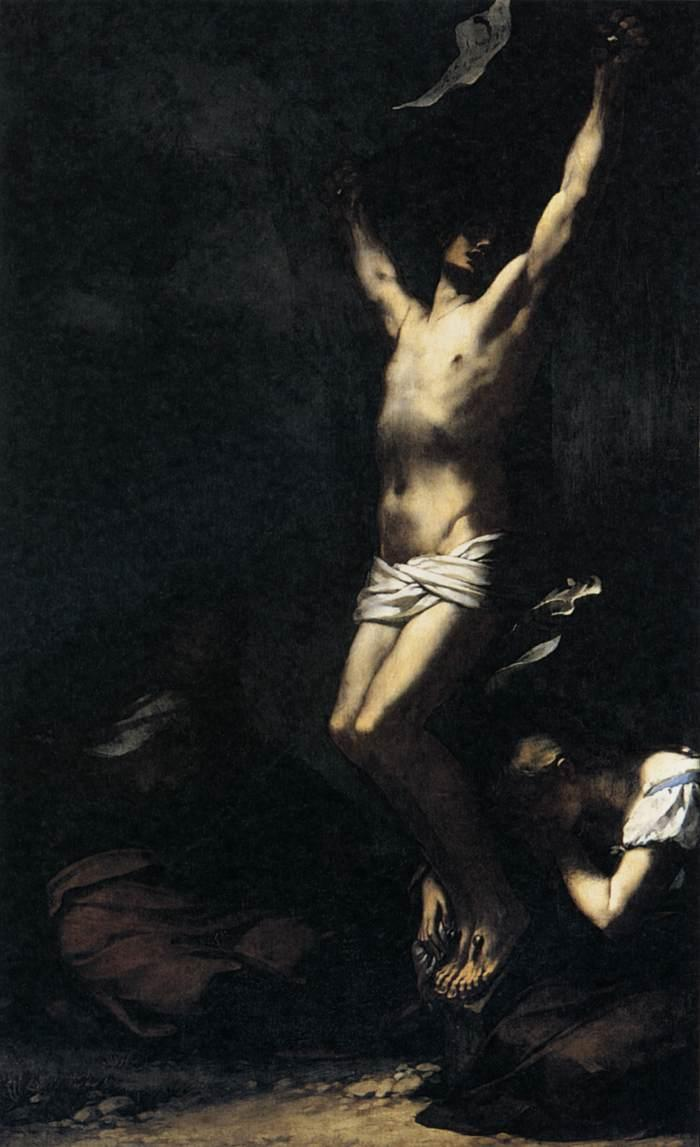
Ukřižování, 1822, Louvre
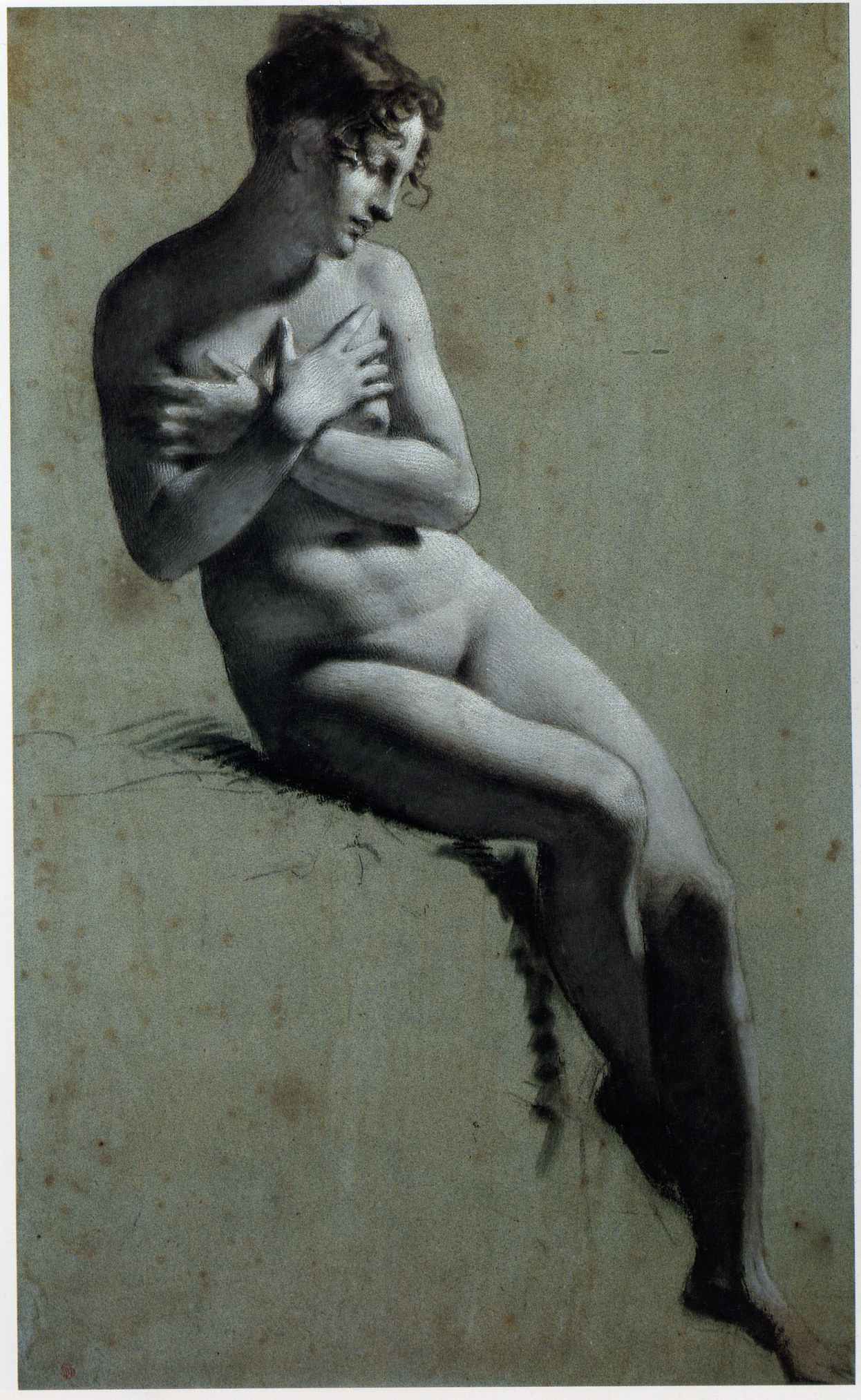
Ženský akt, 1800
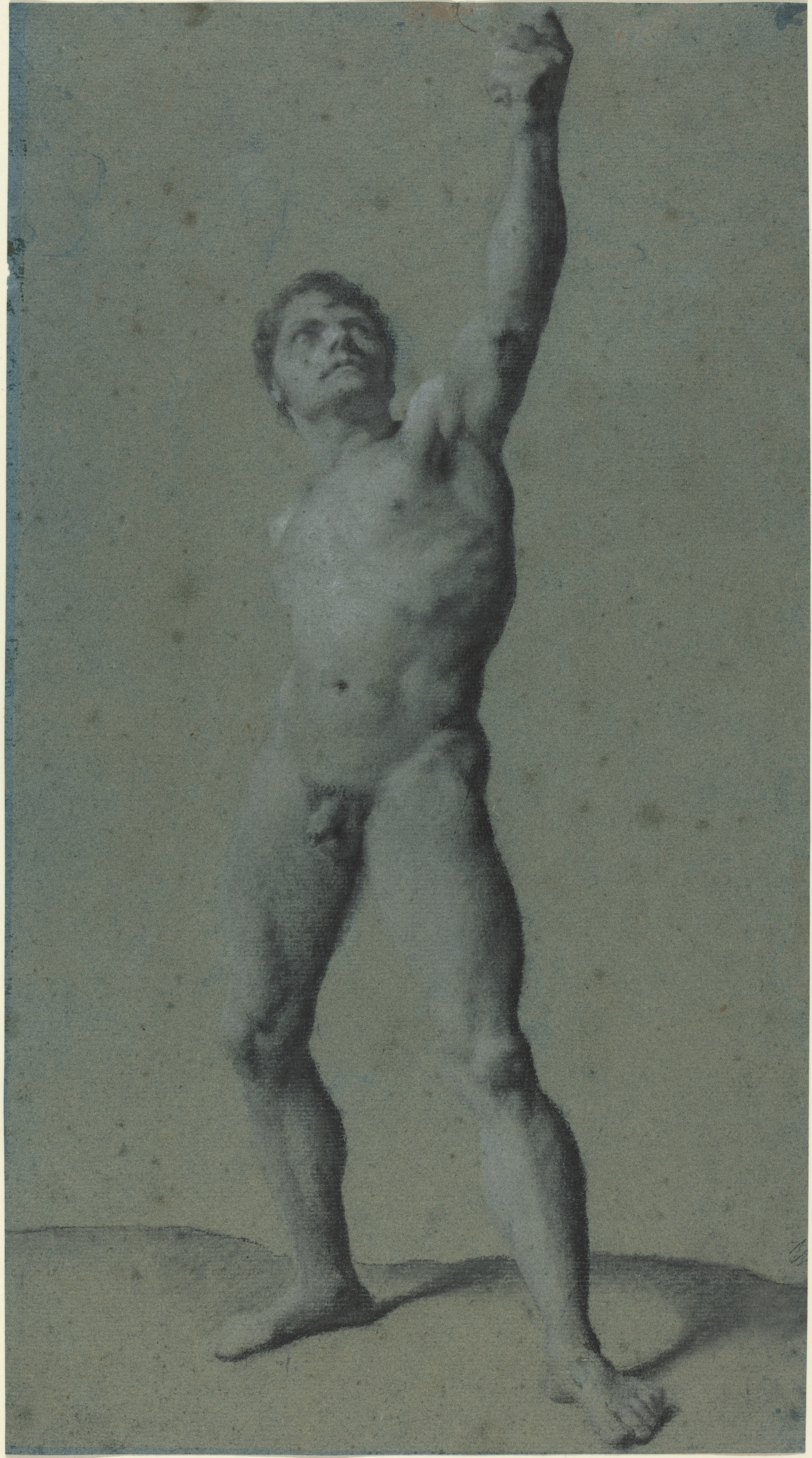
Studie mužského aktu, Národní galerie umění
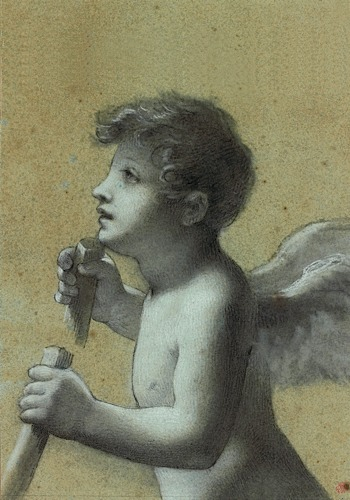
Studie pro Sen o štěstí (s Constancí Mayerovou), 1819